# Salempur (Nepal)
Salempur – gaun wikas samiti w środkowej części Nepalu  w strefie Dźanakpur w dystrykcie Sarlahi. Według nepalskiego spisu powszechnego z 2001 roku liczył on 1084 gospodarstw domowych i 6630 mieszkańców (3145 kobiet i 3485 mężczyzn).